# 鄒廷猷
鄒可庭（1715年－1803年），名廷猷，字徵鯤，號涉園。
刻書家鄒聖脈次子。早年是監生出身，曾參與增訂《新增幼學故事瓊林》，輯有《酬世錦囊》。與岳父謝梅林收集鄒聖脈生前舊詩，刻成《寄傲山房詩集》。有子鄒景揚。